# Индекс производительности Windows
Индекс производительности Windows (англ. Windows System Assessment Tool, WinSAT) — служба операционной системы Microsoft Windows, позволяющая выполнить тест производительности компьютера.

## История
Индекс производительности впервые появился в Windows Vista. Начиная с Windows 8.1, в тесте отсутствует графический интерфейс, а его выполнение возможно через PowerShell или командную строку с помощью команды «winsat formal».

## Оценка
Индекс производительности Windows позволяет дать оценку следующим компонентам по определённым характеристикам:
- Процессор — количество операций вычисления в секунду
- Оперативная память (ОЗУ) — количество операций доступа к памяти в секунду
- 2D-графика — производительность графики для рабочего стола и 2D-игр
- 3D-графика — производительность 3D-игр и приложений
- Основной жёсткий диск — скорость записи и скорость чтения жёсткого диска.

В Windows Vista максимальное количество баллов — 5,9, В Windows 7 — 7,9, а начиная с Windows 8 — 9,9. Минимальное количество баллов в всех случаях — 1,0

## Критика
Программа не получила признания среди бенчмарков. Одна из причин в том, что общий балл определяется не средней оценкой комплектующих компьютера, а самым слабым компонентом. Другая — в необъективности оценки теста рабочего стола для Windows Aero, которая может понизить общий балл, несмотря на высокий показатель теста 3D-графики. Также анализ компонентов, показываемый баллами через графический интерфейс, не предоставляет точных измерений в цифрах, в отличие от текстового WinSAT (Windows System Assessment Tool).